# جين ستانفورد
جين ستانفورد (بالإنجليزية: Jane Stanford)‏ هي فاعلة خير أمريكية، ولدت في 25 أغسطس 1828 في ألباني في الولايات المتحدة، وتوفيت في 28 فبراير 1905 في أواهو في الولايات المتحدة بسبب سم.